# Jarmila Šikolová
Jarmila Šikolová (12. října 1924 – ???) byla česká a československá politička Komunistické strany Československa, poslankyně České národní rady a Sněmovny národů Federálního shromáždění na počátku normalizace. Po roce 1970 odstavena z veřejných funkcí.

## Biografie
K roku 1969 se uvádí původním povoláním jako úřednice, bytem Mšeno nad Nisou. Absolvovala sklářsko-obchodní školu a dálkově dle údajů k roku 1969 studovala VŠE v Praze, obor zahraniční obchod. V době nástupu do parlamentu pracovala jako uvolněná předsedkyně Závodního výboru ROH podniku Jablonex. Byla též členkou KOR a Celozávodního výboru KSČ.
Po provedení federalizace Československa usedla v lednu 1969 do Sněmovny národů Federálního shromáždění. Do FS ji nominovala Česká národní rady, kde rovněž zasedala. Ve federálním parlamentu setrvala do září 1970, kdy rezignovala na svůj mandát v ČNR a ztratila tím i křeslo ve FS. Po invazi vojsk Varšavské smlouvy do Československa ji severočeský Krajský výbor KSČ i Ústřední výbor Komunistické strany Československa zařadil na seznam „představitelů a exponentů pravice“. V té době je uváděna jako uvolněná předsedkyně ZV ROH, Jablonex PZO.